# مرد آهنی ۲ (بازی ویدئویی)
«مرد آهنی ۲» (انگلیسی: Iron Man 2) یک بازی ویدئویی در سبک بازی اکشن است که توسط سگا و در سال ۲۰۱۰ و در پلت‌فرم‌های نینتندو دی‌اس، وی، اکس‌باکس ۳۶۰، پلی‌استیشن ۳، و پلی‌استیشن همراه منتشر شده‌است.